# Воррен (округ, Огайо)
39°26′ пн. ш. 84°10′ зх. д. / 39.43° пн. ш. 84.17° зх. д.
О́круг Во́ррен (англ. Warren County) — округ (графство) у штаті Огайо, США. Ідентифікатор округу 39165.

## Історія
Округ утворений 1803 року.

## Демографія
За даними перепису
2000 року
загальне населення округу становило 158383 осіб, зокрема міського населення було 122537, а сільського — 35846.
Серед мешканців округу чоловіків було 80213, а жінок — 78170. В окрузі було 55966 домогосподарств, 43261 родин, які мешкали в 58692 будинках.
Середній розмір родини становив 3,12.
Віковий розподіл населення поданий у таблиці:
| Стать    | До 15 років | 15-21 | 22-29 | 30-39 | 40-49 | 50-65 | 65-85 | Понад 85 |
| -------- | ----------- | ----- | ----- | ----- | ----- | ----- | ----- | -------- |
| Чоловіки | 18888       | 6929  | 8127  | 15033 | 13629 | 11316 | 5884  | 407      |
| Жінки    | 18351       | 6108  | 6925  | 13943 | 12847 | 11429 | 7409  | 1158     |

## Суміжні округи
- Ґрін — північний схід
- Клінтон — схід
- Клермонт — південь
- Гамільтон — південний захід
- Батлер — захід
- Монтгомері — північний захід

## Виноски
1. ↑  Ohio County Profiles: Warren County. Ohio Department of Development. Архів оригіналу (PDF) за 13 липня 2013. Процитовано 28 квітня 2007.
2. ↑  U.S. Decennial Census. United States Census Bureau. Архів оригіналу за 26 квітня 2015. Процитовано 11 лютого 2015.
3. ↑  Historical Census Browser. University of Virginia Library. Архів оригіналу за 11 серпня 2012. Процитовано 11 лютого 2015.
4. ↑  Forstall, Richard L., ред. (27 березня 1995). Population of Counties by Decennial Census: 1900 to 1990. United States Census Bureau. Архів оригіналу за 14 лютого 2015. Процитовано 11 лютого 2015.
5. ↑  Census 2000 PHC-T-4. Ranking Tables for Counties: 1990 and 2000 (PDF). United States Census Bureau. 2 квітня 2001. Архів оригіналу (PDF) за 18 грудня 2014. Процитовано 11 лютого 2015.
6. ↑  State & County QuickFacts. United States Census Bureau. Архів оригіналу за 1 березня 2016. Процитовано 11 лютого 2015.(англ.) Наведено за англійською вікіпедією.
7. ↑  American FactFinder. Бюро перепису населення США. Архів оригіналу за 26 лютого 2012. Процитовано 31 січня 2008.

| США | Це незавершена стаття з географії США. Ви можете допомогти проєкту, виправивши або дописавши її. |